# Wereldkampioenschappen wielrennen 1974
Het wereldkampioenschap wielrennen van 1974 vond plaats in het Canadese Montréal tussen 21 en 25 augustus 1974. Het was de eerste keer dat het wereldkampioenschap wielrennen in Canada georganiseerd werd, tevens de eerste keer dat het wereldkampioenschap buiten Europa verreden werd. 
- 21 augustus: 100 km ploegentijdrit voor de heren amateurs

- 24 augustus: wegwedstrijd voor de mannen amateurs

- 24 augustus: wegwedstrijd voor de vrouwen elite

- 25 augustus: wegwedstrijd voor de mannen elite

## Mannen elite

### Wedstrijdverloop
Het was erg warm (meer dan 30 graden).  
De wedstrijd werd verreden op 25 augustus in Montréal. Er verschenen zeventig profrenners aan de start van het wereldkampioenschap. Het parcours bedroeg een afstand van  262,5 km, opgedeeld over 21 ronden van 12,5 km in het centrum van de Canadese stad.  
Na 14 km trokken de Fransen met Francis Campaner in de aanval. Campaner bleef voorop in de hoop dat zijn ploeggenoten een tegenaanval zouden counteren. Eddy Merckx stuurde Joseph Bruyère naar de kop van het peloton met als doel de voorsprong van Campaner beperkt te houden. Voor het Nederlandse team was het Gerard Vianen die in de achtervolging ging. 
Na 125 km vond Eddy Merckx dat twee koplopers te veel was en demarreerde zelf. Een groepje van vijf renners reageerde. Merckx had de koplopers ingelopen na kilometerpunt 150. Vervolgens ging Bernard Thévenet in de aanval en ontstond er een gat van 30 seconden.. Freddy Maertens slaagde er niet in om Thévenet terug te halen. Doordat Maertens mee was in de kopgroep, bleef Merckx achter in het peloton. Ten gevolge van hevige buikkrampen moest Maertens echter forfait geven, waardoor Merckx kon opschuiven. 

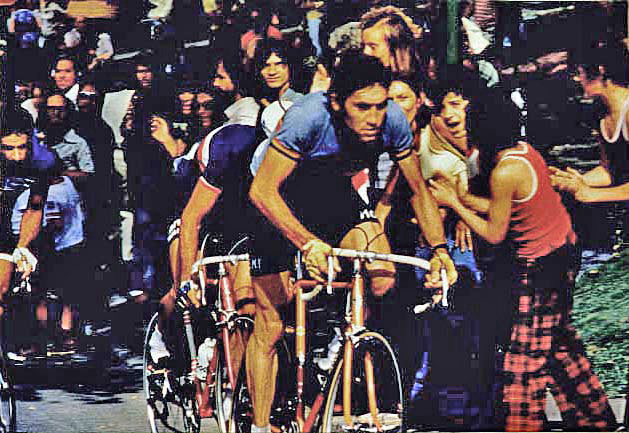
Merckx voert de forcing.

Eddy Merckx zat in een groepje van 11. Bij de 19de doortocht op de Mont Royal verkleinde het groepje door de hoge snelheid. Thévenet hield bij het begin van de slotronde nog een voorsprong van 36 seconden over. Hij reed 120 km alleen voorop maar werd op 6 km van het einde van de wedstrijd gegrepen, mede door de aanvallen van Herman Van Springel. In de laatste ronde zou Merckx nog ingelopen worden maar in de sprint behaalde hij uiteindelijk de overwinning in de wegrit. 
Het was de derde en laatste wereldtitel van Merckx bij de beroepsrenners. Hij legde de 21 ronden op het heuvelachtige circuit van Mont Royal af in 6 uur 52 minuten en 22 seconden. Het podium werd vervolledigd door Raymond Poulidor (Frankrijk) en Mariano Martinez (Spanje). Zij eindigden respectievelijk 2de en 3de op 2 seconden en op 37 seconden van de winnaar. 

### Parcours
Het parcours op en rond Mont Royal had nogal wat uitdagingen. Naast beklimmingen zaten in het parcours ook afdalingen met heel wat haarspeldbochten. De aanloop naar Springdale Street, de helling naar de universiteitscampus en de twee kilometer lange klim van Mont Royal waren vrij stevig. 
Er werd vooraf ingeschat dat de renners tijdens de wedstrijd amper tijd zouden hebben om wat te recupereren. Commentatoren gaven tijdens hun voorbeschouwingen dan ook aan dat dit één van de zwaarste naoorlogse wereldkampioenschappen kon worden. 

#### Resultaten[5]
| pos.   | renner                | land      | tijd    |
| ------ | --------------------- | --------- | ------- |
| Goud   | Eddy Merckx           | België    | 6u52'22 |
| Zilver | Raymond Poulidor      | Frankrijk | +0'02"  |
| Brons  | Mariano Martínez      | Frankrijk | +0'37"  |
| 4      | Giacinto Santambrogio | Italië    | +0'39"  |
| 5      | Bernard Thévenet      | Frankrijk | +2'10"  |
| 6      | Herman Vanspringel    | België    | +2'19"  |
| 7      | Francesco Moser       | Italië    | +3'10"  |
| 8      | Domingo Perurena      | Spanje    | +3'39"  |
| 9      | Andrés Oliva          | Spanje    | z.t.    |
| 10     | Giovanni Battaglin    | Italië    | +4'18'  |

### Deelnemende ploegen
De deelnemers kwamen uit vijftien landen. Het land met de uittredende wereldkampioen mocht, door een nieuw reglement, nog een extra renner aanduiden waardoor Italië met een team van 11 naar Canada kon. Naast Felice Gimondi zaten daarin nog een aantal sterke renners zoals Francesco Moser, Franco Bitossi en Italiaans kampioen Enrico Paolini.  
De andere ploegen (België, Spanje, Frankrijk, Nederland) hadden elk tien renners mee. Joop Zoetemelk en Hennie Kuiper vormden belangrijke afwezigen bij de Nederlandse delegatie. Zoetemelk was tijdens de Midi Libre (Frankrijk) heel zwaar ten val gekomen. Hij zou de competitie pas in het voorjaar van 1975 hervatten. 
Kuiper werd door het Duitse team Rokado opgelegd om nog deel te nemen aan de Grote Prijs van Dortmund in die periode, waardoor hij niet samen met de Nederlandse ploeg naar Montréal kon vliegen. Hij vertrok pas later naar Canada. De KNWU, de Nederlandse wielerbond, pikte het niet dat Kuiper niet was opgedaagd voor de vlucht samen met zijn geselecteerde landgenoten. Hij werd onmiddellijk uit de Nederlandse ploeg geschrapt en vervangen door reserve Jos Schipper.

#### Belgische delegatie
Het Belgische team was verdeeld in 3 kampen, kamp “Molteni” van Merckx, het kamp “Flandria” van Maertens en het team “Brooklyn” met het duo Roger De Vlaeminck en Patrick Sercu. De ploegbelangen speelden een belangrijke rol. Eddy Merckx beschikte met Joseph Bruyère en Ludo Delcroix over twee ploegmaten in de Belgische selectie. De opdracht voor dat duo was om zich onvoorwaardelijk in te zetten voor hun kopman bij Molteni en hem opnieuw wereldkampioen te laten worden. Maertens had Ronald De Witte mee als helper. De Vlaeminck en Sercu waren het alternatieve team. 
Daarnaast waren er de enkelingen Herman Vanspringel, Roger Swerts  en Frans Verbeeck. De kampvorming tussen Merckx en Maertens had te maken met de afloop van het vorige Wereldkampioenschap te Barcelona. Na een ontsnapping van Eddy Merckx demarreerde ook Freddy Maertens en reed alleen tot bij Merckx. De Italiaan Felice Gimondi en de Spanjaard Luis Ocaña kwamen aansluiten bij de koplopers. De vier bleven samen tot aan de finish. Maertens trok de sprint aan voor Merckx maar zijn snelheid lag zo hoog dat enkel Gimondi hem kon inhalen en zo de wereldtitel veroverde. Maertens werd tweede, Ocaña derde en Merckx vierde.

## Mannen amateurs

### Wegwedstrijd
De Pool Janusz Kowalski, latere winnaar van de wedstrijd, ging al vanaf de eerste ronde in de aanval en vormde samen met de Rus Chaplygin, de Spanjaard Martinez, de Duitser Weibel en de Colombiaan Diaz Villegas. Ze bleven 140 km voorop waarna ze door het peloton terug werden ingelopen. De Pool Richard Szurowski demarreerde dan tot vier maal toe en zorgde zo voor de vorming van een nieuwe kopgroep. 
In die kopgroep zette Szurowski, veruit de sterkste van de kopgroep tijdens de laatste ronde, van vrij ver de spurt in maar werd alsnog met een jump van ongeveer een halve fietslengte geremonteerd door zijn landgenoot Kowalski. De Belgen André Delcroix en Marc Renier werden respectievelijk 15de en 16de. 

### Resultaten[5]
| pos.   | renner             | land        |
| ------ | ------------------ | ----------- |
| Goud   | Janusz Kowalski    | Polen       |
| Zilver | Ryszard Szurkowski | Polen       |
| Brons  | Michel Kuhn        | Zwitserland |

## Mannen amateurs 100 km ploegentijdrit

### Wedstrijdverloop
De 100 km ploegentijdrit bij de mannen op 21 augustus 1974 amateurs werd gewonnen door Zweden, voor Rusland, Duitsland en Nederland. De Belgische ploeg werd achter de Zweedse ploeg. Het werd een duel tussen Rusland en Zweden. Met een voorsprong van 22” na 25 km zag het ernaar uit dat Rusland het beslecht zou gaan winnen. Zweden echter reed een heel stevig en gelijkmatig tempo en konden half wedstrijd de Russische ploeg terug tot 4” naderen. Met grote concentratie en doorzettingsvermogen wonnen ze uiteindelijk met 2” voorsprong op de Russische ploeg. 
Een lid van het Russische team werd onwel tijdens de podiumceremonie voor de ploegentijdrit. 

### Deelnemende ploegen:[10]
- Zweden: Lennart Fagerlund, Bernt Johansson, Tord Filipsson, Sven-Åke Nilsson
- Sovjet Unie: Gennadiy Komnatov, Rinat Szarafaoulin, Vladimir Kaminsky, Valery Chaplygin
- Oost-Duitsland: Hans-Joachim Hartnick, Karl-Dietrich Diers, Horst Tischoff, Gerhard Lauke
- Nederland: Adrianus Gevers, Aad Van Den Hoek, Frits Schür, Jan Alling
- Noorwegen: Jan Erik Gustavsen, Thorleif Andresen, Magne Orre, Jostein Wilmann
- Oostenrijk: Hans Summer, Rudolf Mitteregger, Hans Königshofer, Roman Humenberger
- Polen: Stanislaw Szozda, Wojcieh Matusiak, Ryzsard Szurkowski, Tadeusz Mytnik
- Groot-Brittanië :Kevin Apter, Paul Carbutt, Bill Nickson, John Patston
- Verenigde Staten: Jim Ochowicz, John Howard, Wayne Stetina, Rich Hammen
- Hongarije: András Takács, Tibor Debreceni, Imre Géra, Istvan Kiss
- Italië Franco Peruzzo, Gabriele Landoni, Osvaldo Bettoni, Giovanni Tonoli
- Cuba: Carlos Cardet Llorente, Gregorio Aldo Arencibia Guerra, Roberto Menéndez López, José Prieto
- Spanje: Enrique Martinez Heredia, Juan José Moral Arnaíz, Pedro Vilardebo Vila, Luis Maria Echevarria
- Frankrijk: Jacky Hardy, Jean-Marie Vasseur, Gilbert Gruel, Christian Lefèbvre
- Tsjecho Slowakije(Vlastimil Moravec, Milos Hrazdíra, Petr Matousek, Frantisek Kondr)
- België: Luc Leman, André Delcroix, Walter Naegels, Ludo Peeters
- Canada: Gilles Durand, Serge Proulx, Marc Blouin, Robert Van Den Eynde
- West-Duitsland: Gregor Braun, Hans Peter Jakst, Roland Weissinger, Hermann Jungbluth
- Colombia: Luis Hernan Diaz Villegas, Ramiro Castro, José Jaime Galeano Rua, Fabio Navarro
- Argentinië: Antonio Mattesebach, Raul Labatte, Moises Carrizo
- Brazilië: José George Breve, Luiz Carlos Flores, Ricardo Venturelli
- Hong Kong: Lam-Hams Chan, Chi Kin Laung, Kam Man Tang

### Resultaten[5]
| pos.   | land                                                                          |
| ------ | ----------------------------------------------------------------------------- |
| Goud   | Zweden (Lennart Fagerlund, Tord Filipsson, Sven-Åke Nilsson, Bernt Johansson) |
| Zilver | Sovjet-Unie                                                                   |
| Brons  | Duitse Democratische Republiek                                                |
| 4      | Nederland                                                                     |

## Vrouwen

### Wedstrijdverloop
In het begin van de wedstrijd vond er een valpartij plaats, waarbij onder andere Christiane Goeminne en Beryl Burton betrokken waren. Tijdens de eerste ronde kwamen negen deelneemsters vooraan te zitten. De Belgische Nicole Van den Broeck startte als titelverdedigster bij de dames. De Britse Beryl Burton en later ook de Belgische Mariette Laenen probeerden te ontsnappen uit de kopgroep. Ze bleven echter samen voorop tot aan de eindsprint die werd ingezet door Mariette Laenen. 
Bij de dames elite werd de Franse Geneviève Gambillon wereldkampioene. Mariette Laenen werd 4de en eerste Belgische. Nicole Van den Broeck werd 8ste en Chrstiane Goeminne 10de. 

### Parcours
Het parcours was vrij gelijkaardig aan dat van de mannen. Het bestond uit vijf rondes van telkens 12 km. Er waren twee beklimmingen weggelaten. 

### Resultaten[17]
| pos.   | renner                 | land        |
| ------ | ---------------------- | ----------- |
| Goud   | Geneviève Gambillon    | Frankrijk   |
| Zilver | Bajba Tsaune           | Sovjet-Unie |
| Brons  | Keetie van Oosten-Hage | Nederland   |